# Enrique Diemecke

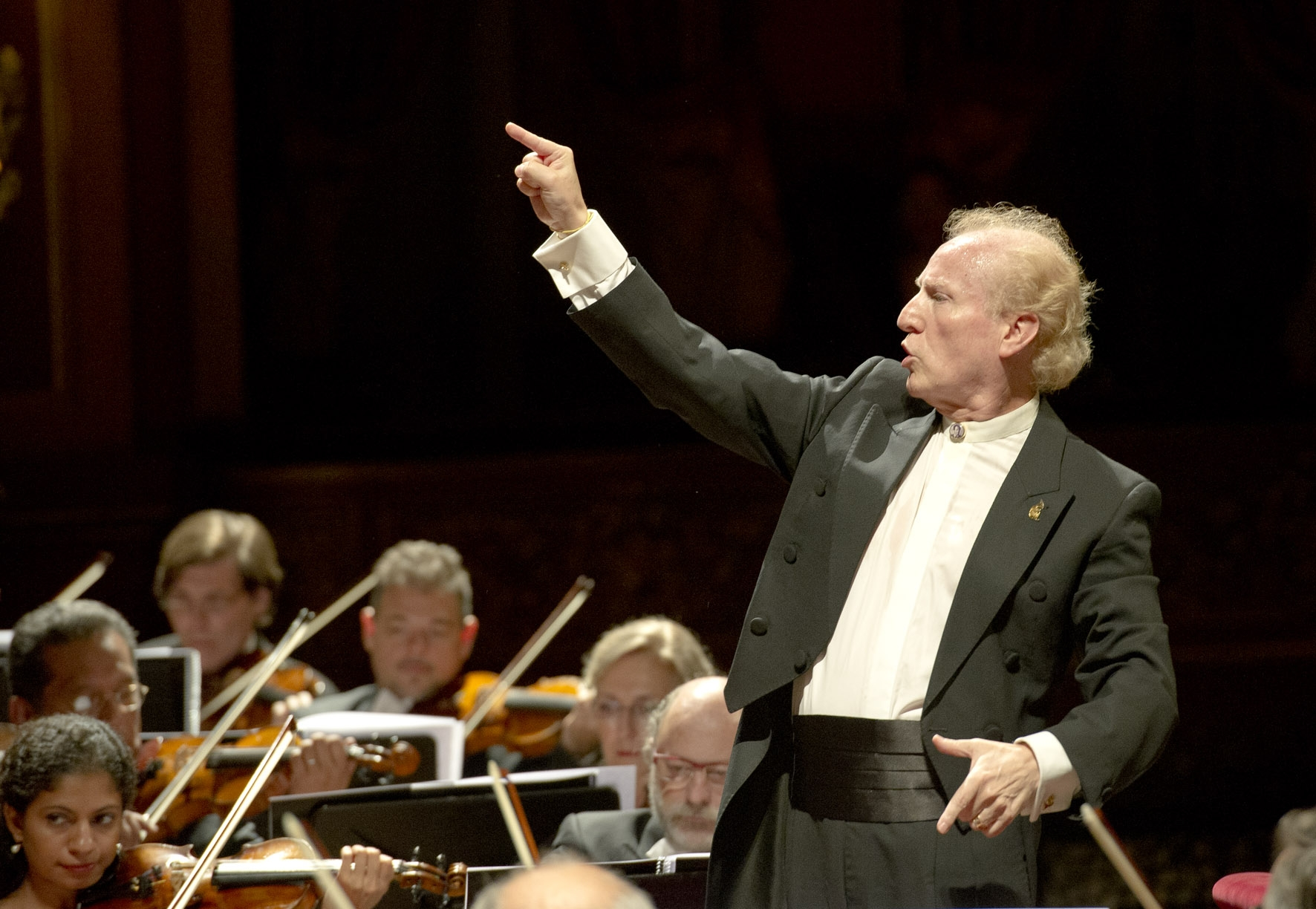
Enrique Arturo Diemecke (2015)

Enrique Arturo Diemecke (* 9. Juli 1952 in Guanajuato/Guanajuato (Bundesstaat)) ist ein mexikanischer Dirigent und Komponist deutscher Abstammung.

## Leben
Diemecke begann im Alter von sechs Jahren Geige zu spielen und wurde Schüler von Henryk Szeryng. Später studierte er an der Katholischen Universität von Amerika in Washington und an der Pierre Monteux School in Hancock/Maine bei Charles Bruck. Er war Hausdirigent des  Saint Paul Chamber Orchestra und wurde nach der Verleihung des Dirigentenpreises des Exxon Arts Endowment 1983 zum Associate Conductor von David Zinman beim Rochester Philharmonic Orchestra ernannt.
Von 1988 bis 2021 war er musikalischer Leiter des Flint Symphony Orchestra in Michigan. Dessen Aufnahme von Gustav Mahlers Erster Sinfonie in der Fassung von 1896 wurde für einen Grammy nominiert. Zwanzig Jahre lang leitete er das Orquesta Sinfónica Nacional von Mexiko. Mit diesem unternahm er 1999 eine den mexikanischen Komponisten Silvestre Revueltas und Carlos Chavez gewidmete Konzerttournee durch die USA und spielte bei einem Festival die Sinfonien Gustav Mahlers. Die Aufnahme von Carlos Chávez' Violin- und Klavierkonzert mit seinem Bruder, dem Geiger Pablo Diemecke und dem Pianisten Jorge Federico Osorio wurde bei den Latin Grammy Awards als bestes klassischer Album ausgezeichnet.
Ab 2000 leitete Diemecke das Buenos Aires Philharmonic Orchestra, das Hausorchester des Teatro Colón, als dessen musikalischer Leiter er von 2017 bis 2022 für alle künstlerischen Aktivitäten in den Bereichen Oper, Konzerte und Ballett verantwortlich war. Als Gast dirigierte er zahlreiche Sinfonieorchester Südamerikas und der USA. Bei den im französischen Hörfunk und Fernsehen übertragenen Victoires de la Musique Classique et Jazz trat er mit dem Orchestre National de France und den Solisten Cecilia Bartoli, Jean-Yves Thibaudet, Maria Joao Pires und Pierre Amoyal auf. Auch Solisten wie Mstislaw Rostropowitsch, Yo-Yo Ma, Ravi Shankar, Ivo Pogorelich, Pierre Amoyal, Midori, Shlomo Mintz, Henryk Szeryng, Placido Domingo und Frederica von Stade traten unter seiner Leitung auf.
Zu seinen Kompositione zählen die Tondichtung Die-Sir-E, ein Auftragswerk des Radio France Festival für den World Cup France 1998 und die Chacona-a-Chavez. Beide Werke wurden sowohl in den USA als auch in Europa aufgeführt. Für das Label Sony Music Entertainment nahm Diemecke Kompositionen von Chavez, Silvestre Revueltas und José Pablo Moncayo auf.